# Ема Мускат
Ема Луиз Мари Мускат (Emma Louise Marie Muscat, Сан Ђиљан, 27. новембар 1999) је малтешка певачица и манекенка која ради у Италији. Представљала је Малту на Песми Евровизије 2022. у Торину, Италија, са песмом „I Am What I Am“.

## Рани живот и каријера
Ема је рођена на Малти у веома богатој породици, и музици је приступила од малих ногу. Након обавезног школовања одлучила је да упише Универзитет сценских уметности. Она је класично школовани пијанисткиња и такође је почела да компонује музику и пише текст својих песама.
Године 2016. објавила је свој први сингл "Alone" на свом Јутјуб каналу, а касније 2017. објавила је свој други сингл "Without You".
У 2018. учествовала је у седамнаестом издању талент шоуа Amici di Maria De Filippi, успевши да уђе у „вечерњу фазу“ где је елиминисана у полуфиналу, завршивши на четвртом месту у категорији певања и уговор са Варнер Мјузик Италијом. Учествовала је на "Острву МТВ 2018" са Џејсоном Дерулом, Хејли Стајнфелд и Сигалом, а затим је поново учествовала следеће године са Мартином Гариксом, Беби Рексом и Авом Макс.
Песма "Out of Sight" победила је на такмичењу за представника Малте на Евровизији 2022. у Торину са укупно 92 поена. Освојила је гласове жирија као и публике. Ема је освојила 12 поена свих шест чланова малтешког националног жирија, као и 20 гласова јавности која је гласала путем смс порука. Дана 14. марта 2022. објављена је нова песма под називом „I Am What I Am“, која је заменила претходно изабрану.

## Дискографија

### Студијски албуми
| Назив                     | Година |
| ------------------------- | ------ |
| Moments Christmas Edition | 2018   |

### ЕП
| Назив     | Година |
| --------- | ------ |
| Moments   | 2018   |
| I Am Emma | 2022   |